# ATV: Quad Frenzy
ATV: Quad Frenzy es un videojuego de carreras de 2005 desarrollado para Nintendo DS por Skyworks Technologies y publicado por Majesco Entertainment. Fue lanzado el 14 de noviembre de 2005 en Norteamérica, el 16 de junio de 2006 en Europa y el 25 de octubre de 2007 en Australia. [cita requerida] ATV: Quad Frenzy presenta cinco modos de juego diferentes, que se centran en las carreras de ATV (vehículos todo terreno) que tienen lugar en varios entornos. Las críticas del juego fueron bajas; el juego obtuvo solo un puntaje agregado de 35% de Metacritic .

## Cómo se juega
El motor de juego de ATV: Quad Frenzy combina gráficos en 3D y una técnica de programación llamada voxel. Aunque en el momento del desarrollo del juego, el vóxel se consideraba obsoleto en la PC (el lugar donde se hizo popular), se usó en ATV: Quad Frenzy para crear gráficos en 3D a pesar de las limitaciones gráficas del DS.  Al igual que la mayoría de los juegos en el DS, ATV: Quad Frenzy aprovecha la pantalla dual de la consola: la pantalla superior muestra el vehículo del jugador, mientras que la pantalla inferior muestra la pantalla de visualización que le proporciona al jugador información como la velocidad actual del quad, el puntaje del jugador y las vueltas recorridas.
Los jugadores pueden elegir entre seis ATV diferentes que se pueden competir en cinco modos de juego: Práctica, Carrera Rápida,  Campeonato de Carrera, Campeonato de Estilo y Frente a Frente. En el modo de práctica, los jugadores pueden competir en cualquier pista desbloqueada hasta ese momento, lo que les permite practicar sus habilidades de conducción, mientras que en el modo de Carrera Rápida ofrece lo mismo, solo que añade oponentes controlados por computadora. Los modos de Campeonato permiten al jugador obtener la moneda del juego (obtenida en relación con su posición en la carrera ) que se puede gastar para mejorar su ATV. En el Campeonato de Estilo, las acrobacias realizadas tienen un efecto en el tiempo de carrera, mientras que en el Campeonato de Carrera el jugador debe llegar primero o segundo para avanzar.  El modo Frente a Frente permite a los jugadores competir contra hasta tres jugadores humanos  usando el enlace inalámbrico del DS,  si todos los jugadores posean una copia del juego.  Todos los modos de carrera incluyen una serie de entradas que deben atravesarse,  y 25 pistas diferentes  están disponibles para competir, ofreciendo una variedad de terrenos que incluyen "caminos rurales, pantanos y pistas resbaladizas y nevadas".

## Recepción
La recepción para el juego fue pobre. Aunque algunos elogiaron los gráficos y la música del juego, la interfaz de usuario del juego fue ampliamente criticada. GameSpot articuló su infelicidad con la sensación de velocidad que sienten los jugadores, calificándola de "prácticamente inexistente", y calificó el sistema de trucos como "torpe e incoherente". Su mayor crítica fue reservada para el menú del juego, al que llamó "... una de las peores configuraciones que hemos visto en mucho tiempo. El menú principal del juego es a la vez feo y horriblemente organizado..." La crítica aprobó la música, y elogió a los modelos gráficos ATV.  
La crítica de IGN hizo eco de los elogios de los gráficos del juego y, señalando el buen uso de voxels, calificó el resultado como "bastante bueno". La interfaz de usuario del juego, por otro lado, fue calificada como "trabajosa para navegar y comprender". También se observó la falta de una sensación de velocidad para los jugadores cuando compiten. IGN concluyó que a pesar de la jugabilidad y los gráficos razonables, ATV: Quad Frenzy fue "claramente lanzado incompleto" debido a su presentación mediocre y engorrosa.
VideoGamer notó una gran similitud del juego con Monster Trucks DS, llegando a llamar a ATV: Quad Frenzy un "trabajo simple de cortar y pegar". La velocidad lenta de los ATV y los problemas con la interfaz de usuario del juego también se criticaron, y concluyó que era "bastante vergonzoso que ATV: Quad Frenzy y Monster Trucks DS  llegaran a las tiendas".